# Kaliumadipat
Kaliumadipat (E 357), C6H8K2O4,  ist das Kaliumsalz der Adipinsäure.

## Herstellung
Kaliumadipat kann im Labor durch Salzbildungsreaktion aus Kaliumhydroxid und Adipinsäure hergestellt werden.
{\displaystyle \mathrm {(CH_{2})_{4}(COOH)_{2}+2\ KOH\ \longrightarrow \ (CH_{2})_{4}(COO^{-})_{2}(K^{+})_{2}+2\ H_{2}O} }
Es kann  auch durch Reaktion von Adipinsäure mit Kaliumcarbonat hergestellt werden.
{\displaystyle \mathrm {(CH_{2})_{4}(COOH)_{2}+K_{2}CO_{3}\ \longrightarrow \ (CH_{2})_{4}(COO^{-})_{2}(K^{+})_{2}+H_{2}O+\ CO_{2}\uparrow } }

## Verwendung
Kaliumadipat (E 357) ist ein Lebensmittelzusatzstoff  und ist für die gleichen Lebensmittel als Säureregulator zugelassen wie auch Natriumadipat (E 356) oder die Adipinsäure (E 355). Es ist in Desserts, Getränkepulver, Überzügen für Süßigkeiten und Füllungen für Gebäck enthalten, aber nicht sehr häufig.

## Eigenschaften
Kaliumadipat ist ein kristalliner, weißer und geruchloser Feststoff, der löslich in Wasser ist.

## Risiken
Von der gesetzgeberischen Seite wurde für alle Salze der Adipinsäure ein ADI-Wert (Acceptable Daily Intake) von 5 mg/kg Körpergewicht festgelegt.